# Вєтрино
Вє́трино або Вітрине (біл. Ветрына) — селище міського типу в Вітебській області Білорусі, у Полоцькому районі.
Населення селища становить 3,0 тис. осіб (2006).
| Білорусь | Це незавершена стаття з географії Білорусі. Ви можете допомогти проєкту, виправивши або дописавши її. |

1. ↑  http://analytics.nca.by/res/docs/Ветрино_2012-2019.pdf